# Copisa

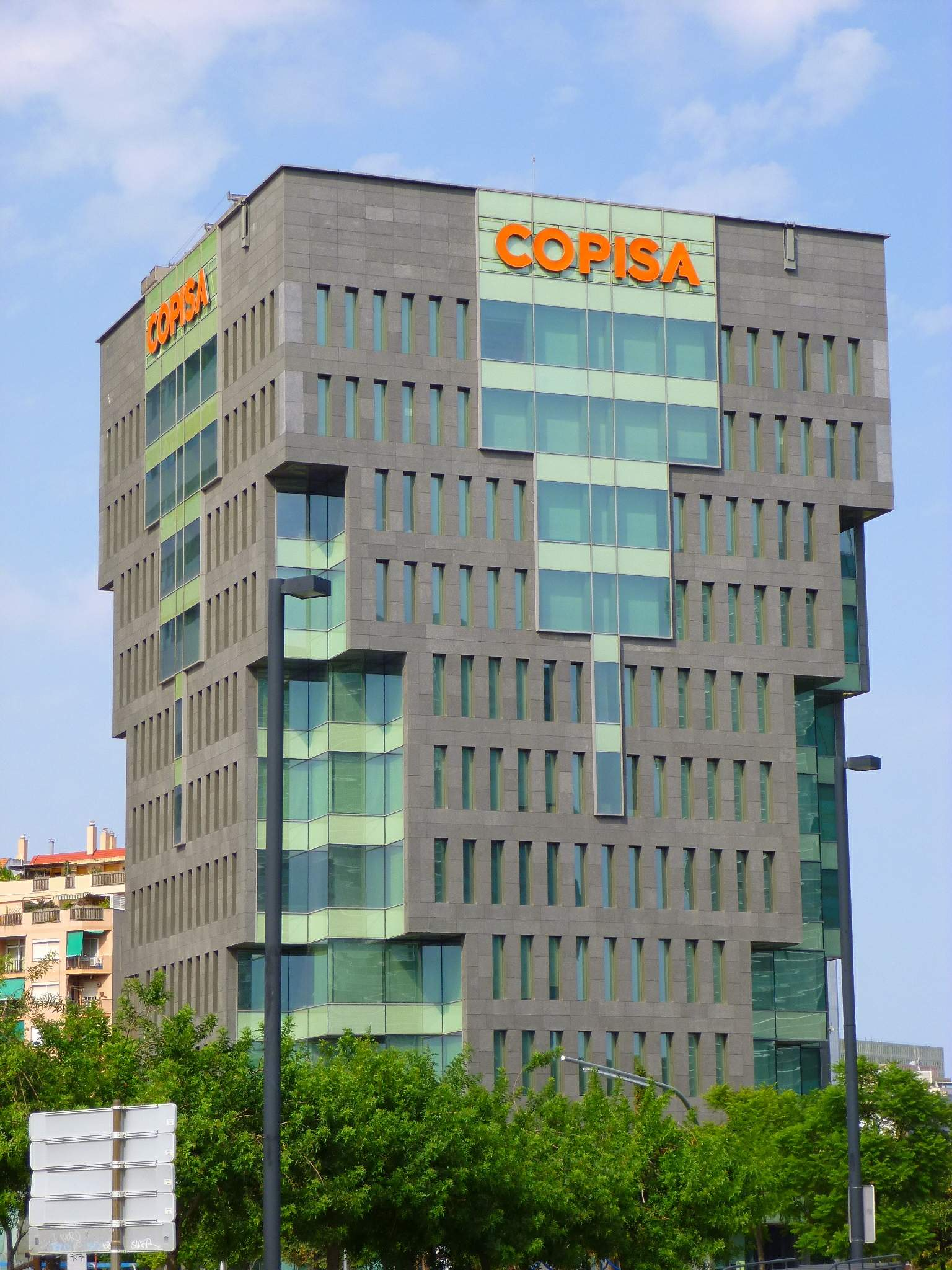
Sede de Copisa en Hospitalet de Llobregat

Copisa es una empresa constructora fundada el 1959 con sede en Hospitalet de Llobregat (Barcelona) que opera en el sector de las infraestructuras, en el ámbito de la obra civil, edificación y rehabilitación.

## Historia

### 1959-1970
Los orígenes de la empresa se encuentran en el proceso histórico de electriﬁcación de Cataluña, liderado en la década de los 50 por FECSA. En 1959 nació Constructora Pirenaica S.A., Copisa, que nació con la misión de ejecutar unas obras para FECSA en el Valle de Arán, en el corazón del Pirineo leridano. Poco después, y muy cerca de esa zona, Copisa inició la construcción del Complejo Hidroeléctrico Valle de Cardós. Por espacio de 15 años, la empresa destinó recursos humanos y técnicos a todos los aspectos constructivos de este proyecto. 

### 1970-1980
Copisa centra su actividad en el ámbito de la energía, con encargos como la central térmica de Utrillas (Teruel) y la central térmica de San Adrián (San Adrián de Besós, Barcelona), así como la participación en la construcción de las centrales nucleares de Ascó y Vandellós II. En paralelo, la actividad comenzó a abarcar otros campos. En obra civil, Copisa asumió proyectos de canalización, construcción de carreteras y puentes, infraestructuras de abastecimiento, saneamiento, depuración… Y en ediﬁcación, se empezaron a realizar ediﬁcios de viviendas, hoteles, urbanizaciones, centros docentes e instalaciones deportivas. 

### 1980-1990
En la tercera década de la historia de Copisa, la empresa se expande geográﬁcamente. De esta época sobresalen la construcción de la central hidráulica reversible de Estany Gento-Sallente, en Lérida, en su día una de las más importantes de España. Ejemplos en el campo de la obra civil son el viaducto sobre el río Alcanadre (Huesca) y los túneles de Monrepós. En ediﬁcación destacan dos iconos arquitectónicos, el INEFC de Barcelona y el pabellón del Club Joventut de Badalona. Finalmente, en un ámbito innovador para la época como era la rehabilitación de espacios de importancia patrimonial, cabe mencionar la adecuación del Foro Romano y remodelación de la plaza de la Seo de Zaragoza. 

### 1990-2000
En 1991, la empresa inicia su actividad inmobiliaria; pocos años más tarde apuesta por la construcción de residencias de estudiantes en régimen de concesión, que generó un nuevo modelo de vivienda para ese segmento de la población.  

### 2000-2011
En estos años, cabe destacar el área de concesiones de Copisa, la cual tiene en cuenta la gestión de las comunicaciones, los servicios hidráulicos y los transportes tanto como la propia gestión de la infraestructura en concesión. En esta época encontramos grandes obras, como importantes ejes viarios y líneas ferroviarias de alta velocidad. 
Por lo que se refiere a la protección del medio ambiente, Copisa participa en proyectos para la implementación de energías renovables, como infraestructuras de energía solar fotovoltaica.

### 2011 a la actualidad
Actualmente, la compañía dispone de una extensa cartera de proyectos ejecutados en Europa (Rumanía, Portugal y Holanda), Norte de África (Marruecos y Mauritania), Centroamérica (Costa Rica y Panamá) y Sudamérica (Perú y Chile) entre los que destacamos las obras para la circunvalación ciudad de Carensebes (Rumanía) las infraestructuras del Parque Eólico Mihai Viteazu (Rumanía), la ampliación de un canal de riego en Costa Rica o un sistema de abastecimiento de agua potable en Panamá Así, Copisa pone el foco en la innovación vinculada con la sostenibilidad, para contribuir a mejorar la calidad de vida de las personas y la salud de nuestro planeta.